# Hilary Koprowski
Hilary Koprowski (ur. 5 grudnia 1916 w Warszawie, zm. 11 kwietnia 2013 w Filadelfii) – polski lekarz, wirusolog i immunolog, nauczyciel akademicki, odkrywca i twórca pierwszej na świecie (1950), skutecznej szczepionki przeciwko wirusowi polio, wywołującemu chorobę Heinego-Medina. Kawaler Orderu Orła Białego.

## Życiorys
Urodził się w zasymilowanej rodzinie żydowskiej, jako syn Pawła Koprowskiego (1882–1957) i Soni z domu Berland (1883–1967). Jego rodzice poznali się w 1906 roku, pobrali sześć lat później; ojciec był właścicielem niewielkiej firmy produkującej tekstylia i handlującej nimi, matka była dentystką pochodzącą z Berdyczowa. Dorastał w Warszawie, gdzie ukończył XI LO im. Mikołaja Reja, a później studia medyczne, uzyskując dyplom na Uniwersytecie Warszawskim; studiował też w konserwatorium muzycznym w Warszawie oraz w Akademii Św. Cecylii w Rzymie. W lipcu 1938 roku poślubił Irenę Grasberg, cytolożkę i lekarkę, z którą miał dwóch synów: Claude’a i Christophera. Od 1939 roku przebywał poza Polską, od 1944 w USA. Był profesorem nadzwyczajnym na Thomas Jefferson University i członkiem Polskiej Akademii Nauk.
W trakcie badań nad wirusem polio po wielu próbach znalazł gospodarza, u którego w warunkach naturalnych wirus namnaża się, ale nie wywołuje choroby i z którego wirus wychodzi osłabiony, o obniżonej wirulencji. Takim gospodarzem dla wirusa polio okazał się bawełniak szczeciniasty (łac. Sigmodon hispidus). Metoda Koprowskiego polegała na atenuacji wirusa polio. Proces atenuacji rozpoczynał się wstrzyknięciem zdrowym bawełniakom żywego wirusa polio. Następnie pobierano od tak zakażonych bawełniaków wycinki mózgu i wstrzykiwano je następnym zdrowym bawełniakom. Po kilkunastu takich cyklach zabiegów otrzymywano żywego, lecz osłabionego (atenuowanego) wirusa polio. Szczepionkę uzyskiwano przez wyizolowanie żywych osłabionych wirusów polio, które nie były w stanie wywołać choroby u człowieka, ale uodporniały go przeciwko zakażeniu naturalnym wirusem polio wywołującym chorobę Heinego-Medina.
Po raz pierwszy szczepionka otrzymana metodą Koprowskiego została podana 27 lutego 1950 roku, a pierwszych masowych szczepień dokonano w 1958 roku w Kongo. Szczepionkę podawano doustnie, co pozwoliło w ciągu sześciu tygodni zaszczepić ponad 250 tysięcy dzieci i niemowląt. Od 1951 roku w Polsce trwała epidemia polio. Początkowo rocznie wykrywano 2–3 tysięcy zakażeń dzieci. W 1958 roku liczba zakażeń wyniosła 6 tysięcy. Jesienią 1959 roku z inicjatywy ówczesnego dyrektora Państwowego Zakładu Higieny w Warszawie profesora Feliksa Przesmyckiego i dzięki wpływom Koprowskiego, który uzyskał od firmy farmaceutycznej Wyeth dziewięć milionów dawek szczepionki, w ciągu ośmiu miesięcy masowo szczepiono dzieci w Polsce. Liczba zachorowań na polio zaczęła gwałtownie spadać. W 1959 roku zanotowano jeszcze ponad tysiąc zachorowań, ale w 1963 roku już tylko 30 nowych przypadków, a liczba zgonów spadła z kilkuset rocznie do dwóch.
Koprowski wiele lat mieszkał w USA, opublikował ponad 850 prac naukowych, przez wiele lat kierował Instytutem Wistara w Filadelfii. Mimo sędziwego wieku, do śmierci był dyrektorem Instytutu Biotechnologii i Zaawansowanej Medycyny Molekularnej oraz Centrum Neurowirusologii na Uniwersytecie Thomasa Jeffersona w Filadelfii. Założył Fundację im. Koprowskich, mającą na celu przede wszystkim wspieranie rozwoju nauki w Polsce oraz polsko-amerykańskiej współpracy naukowej. Jest również autorem utworów muzycznych.
W 1992 roku na łamach pisma muzycznego „Rolling Stone” dziennikarz Tom Curtis opublikował zarzut, iż przyczyną rozpowszechnienia się AIDS w Afryce, a następnie na całym świecie, była wynaleziona przez Koprowskiego szczepionka przeciwko chorobie Heinego-Medina, a konkretnie wykorzystanie do produkcji szczepionki materiałów pozyskanych od szympansów, które miałyby być nosicielami wirusa SIV, zaś ten wirus po dostaniu się do człowieka miał doprowadzić do powstania wirusa HIV. Zarzut ten przedstawił także w swoim liście do czasopisma naukowego Science, opublikowanym tamże 29 maja 1992 roku. Oskarżenia te zostały powtórzone we francuskim filmie dokumentalnym pt. Czy świat oszalał? Skąd wzięło się AIDS. Już w odpowiedzi opublikowanej w Science 21 sierpnia 1992 roku H. Koprowski udowodnił fałszywość zarzutów Curtisa, m.in. wskazując, że przy produkcji szczepionki nie wykorzystywał materiałów od szympansów. Późniejsze badania prowadzone przez innych naukowców i opublikowane w Nature i Science potwierdziły twierdzenia Koprowskiego w tej sprawie i całkowicie obaliły tezy dziennikarza.

## Odznaczenia i nagrody
Postanowieniem prezydenta RP Lecha Kaczyńskiego z 13 lipca 2007 roku „za wybitne zasługi w działalności naukowej i charytatywnej dla dobra społeczeństwa Rzeczypospolitej Polskiej” został odznaczony Krzyżem Wielkim Orderu Odrodzenia Polski; wcześniej, postanowieniem z 12 maja 1998 roku, uhonorowany był Krzyżem Komandorskim z Gwiazdą Orderu Odrodzenia Polski, a postanowieniem z 25 lipca 1994 roku Krzyżem Oficerskim tego Orderu.
Od 1991 roku był członkiem zagranicznym Polskiej Akademii Nauk; doktoraty honoris causa otrzymał m.in. od Akademii Medycznej w Poznaniu (1998) i Warszawie (2000) oraz Szkoły Głównej Gospodarstwa Wiejskiego (28 listopada 2008). 24 maja 2007 roku Rada Miasta Stołecznego Warszawy przyznała mu tytuł Honorowego Obywatela, dyplom odebrał 31 lipca 2007 roku, w przeddzień Dnia Pamięci Warszawy. 25 maja 2007 roku otrzymał tytuł Honorowego Obywatela Celestynowa. Kawaler Orderu Uśmiechu.
W 2010 roku został laureatem pierwszej edycji konkursu Wybitny Polak, organizowanego przez Fundację Polskiego Godła Promocyjnego Teraz Polska.
W 100. rocznicę odzyskania przez Polskę niepodległości (2018) prezydent RP Andrzej Duda odznaczył go pośmiertnie Orderem Orła Białego.

## Upamiętnienie

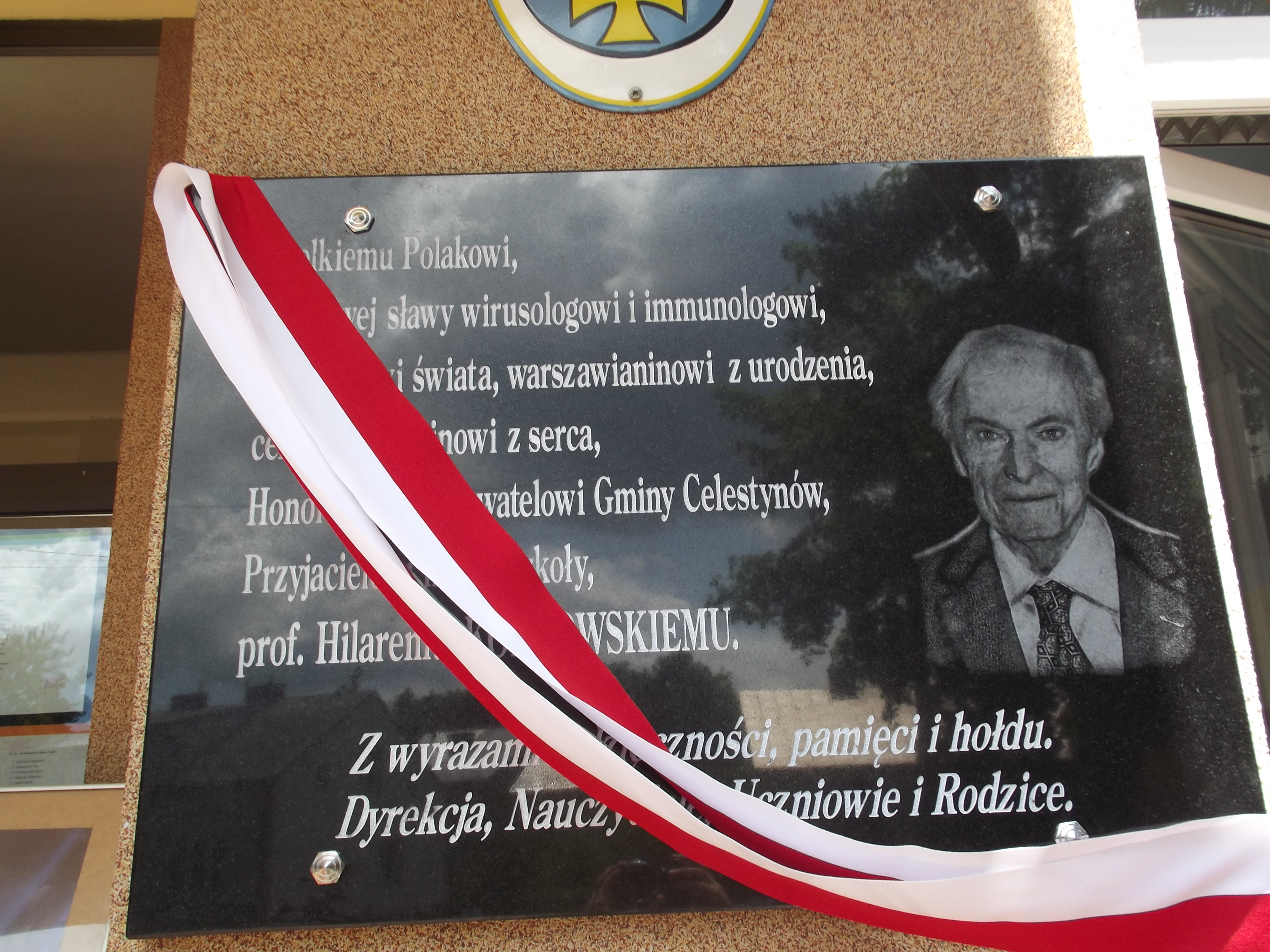
Tablica przed szkołą w Celestynowie

Hilary Koprowski jest patronem Gdańskiego Parku Naukowo-Technologicznego.
12 czerwca 2014 roku została odsłonięta tablica poświęcona profesorowi Hilaremu Koprowskiemu przy Publicznej Szkole Podstawowej im. Batalionu „Zośka” w Celestynowie, która mieści się na dawnej działce profesora.
Nazwiskiem Hilarego Koprowskiego zostały nazwane ulice w Celestynowie, Warszawie oraz Gdańsku.

## Książki
Koprowski jest autorem książki autobiograficznej Wygrać każdy dzień (we współpracy z Agatą Tuszyńską; Wyd. Diana, Warszawa 1996, ISBN 83-906011-0-9).
W roku 1999 w Stanach Zjednoczonych ukazała się też biografia Koprowskiego, autorstwa Rogera Vaughana pt. Listen to the Music. The Life of Hilary Koprowski (wydanie polskie: Takty i fakty, przeł. Jacek Serwa, Wydawnictwo Poznańskie 1999, ISBN 83-7177-065-0).